# Locomotiva FS 400
Le locomotive a vapore del gruppo 400 erano locomotive con tender a 2 cilindri, a 4 assi motori accoppiati di costruzione francese.

## Storia

### Premesse
Nel corso della seconda metà del 1860 l'avanzamento dei lavori di costruzione della Ferrovia Porrettana evidenziò la necessità di ordinare un gruppo di locomotive adatte all'impegnativo percorso appenninico. La società esercente le Strade ferrate del Lombardo-Veneto e dell'Italia Centrale emise pertanto un ordine di costruzione di un gruppo di 10 unità alla prestigiosa fabbrica di locomotive Koechlin di Mulhouse. Trattandosi di un percorso di montagna le locomotive furono ordinate a 4 assi accoppiati, quindi a completa aderenza. Le locomotive vennero consegnate tra il 1861 e il 1866 ed entrarono in servizio sulla Porrettana. Si trattava della prima utilizzazione di macchine a 4 assi accoppiati sulle strade ferrate italiane.

### Realizzazione
Le consegne avvennero gradatamente: tra 1861 e 1862 furono messe in servizio le prime due unità che, in seguito al cambiamento strutturale della società, divenuta per poco tempo Società delle strade ferrate lombarde e dell'Italia centrale assunsero la classificazione numerica 205 e 206. Le sei unità successive furono numerate da 199 a 204. Il riordino delle ferrovie avvenuto a partire dal 1865 trasferì la gestione della linea alla Società per le Ferrovie dell'Alta Italia e pertanto le ultime due unità del primo gruppo, consegnate l'anno successivo presero la numerazione SFAI, 509 e 510. Vennero inoltre rinumerate anche le altre provenienti dalle ferrovie ex-lombardo-venete e pertanto le 199÷204 divennero 503÷508. Del gruppo tuttavia erano rimaste escluse, perché operanti ancora nel territorio "austriaco" del Triveneto, le prime due macchine (205 e 206) che la Südbahn aveva riclassificato come 902 e 903. Nonostante alla fine della Terza guerra di indipendenza fossero passate in mano SFAI ottennero la numerazione 501 e 502 soltanto alcuni anni dopo, nel 1869. La numerazione dell'intero gruppo di locomotive venne molto presto uniformata a quella in uso presso la SFAI divenendo così 1281÷1290.
Per far fronte all'aumento di traffico la società ordinò un ulteriore lotto di 10 locomotive, molto simili ma più potenti, alla stessa fabbrica Koechlin nel 1871 destinandole all'esercizio di trazione sulla linea del Frejus; tali macchine vennero classificate 1291÷1300. Poco tempo prima che scadesse la concessione, la SFAI, rinumerò ancora le locomotive del primo gruppo 1201÷1210 e quelle del secondo gruppo 1211÷1220. A partire dalle Convenzioni del 1885 le locomotive, assegnate assieme agli impianti alla Rete Mediterranea, vennero reimmatricolate nel nuovo gruppo RM 4001÷4020. Un certo numero di macchine vennero trasferite al deposito locomotive di Genova Rivarolo per essere impiegate nel servizio di spinta sulla vecchia linea dei Giovi allo scopo di sostituire in quel servizio gli ormai esausti "Mastodonti". 
Nel 1902 un censimento delle locomotive RM forniva la quantità di macchine ancora esistenti nel parco trazione: le locomotive del gruppo risultavano essere 15.
Vent'anni dopo, nel 1905, una nuova classificazione in seguito alla statalizzazione delle ferrovie: il gruppo costituito dalle locomotive ancora esistenti fu classificato dalle FS come gruppo 400 mantenendo però la numerazione progressiva RM. In seguito a vari incidenti erano andate perdute 7 unità su 20, mentre una quattordicesima unità esistenza allo stato di relitto.
Le locomotive erano di costruzione robusta, caratteristica del tipo "Beugniot", ma molto rudimentali pertanto rimasero ancora alcuni anni in servizio relegate alla spinta dei treni pesanti sulla vecchia linea dei Giovi finché, sostituite dalle più moderne e prestanti 470, vennero ritirate dal servizio nel 1909 e demolite entro il 1910.

## Caratteristiche
La struttura delle locomotive era molto semplice anche se presentava delle caratteristiche particolari rispetto alle altre locomotive a vapore; il rodiggio era 4 assi accoppiati, senza carrelli portanti di estremità. La costruzione era molto artigianale e ciò si rifletteva in una evidente diversità dei vari particolari tra la varie macchine. Il progetto della locomotiva, dell'ingegnere Edouard Beugniot, prevedeva la costruzione di un forno di dimensioni elevate, atto a produrre la combustione di grandi quantità di carbone (indispensabile per fornire l'elevata potenza richiesta). Questo venne realizzato prolungandolo, a sbalzo, rispetto al corpo della macchina per non essere limitato in larghezza dalla presenza del quarto asse. Data la maggiore massa complessiva del rotabile, che avrebbe posto problemi di circolabilità sulle linee ad armamento leggero esistenti, per contenerne il peso assiale entro le 12,5 t fu adottato l'accorgimento piuttosto insolito di scaricare parte del peso sul primo asse (e in seguito sul carrello) del tender della locomotiva.
La caldaia della locomotiva forniva vapore saturo alla pressione massima di 8 bar. Il motore era a due cilindri. La potenza continuativa sviluppata dalle macchine di prima serie era di 590 CV.
Le locomotive non erano dotate di impianto pneumatico del freno ma solo di un freno a mano sulle ruote del tender; il treno pertanto veniva frenato mediante il controvapore e i freni mano.
La cabina di guida era angusta e costituita da una semplice tettoia. Venne modificata sotto la "Mediterranea" chiudendola per offrire un miglior riparo al personale di macchina.
Il tender era a 2 o a 3 assi a seconda della serie di fornitura; negli ultimi anni di vita delle locomotive, le sopravvissute tra esse ebbero la modifica del tender che perse la sua funzione di appoggio della locomotiva e venne ad essa agganciato in maniera tradizionale.
Come d'uso a quel tempo le locomotive vennero battezzate ricevendo ciascuna un proprio nome. Varie unità furono coinvolte in gravi incidenti e ne andarono perdute 7.

### Prima serie
Caratteristica evidente delle 10 locomotive della prima serie era il tender a 3 assi su cui scaricava parte del peso la locomotiva. La potenza continuativa sviluppata era di 590 CV (434 kW).
Il serbatoio della sabbia era posto in adiacenza al duomo e il tubo di adduzione scaricava la sabbia sul secondo asse. La valvola di sicurezza a bilancia era posta in prossimità del posto di guida, su di un piccolo duomo, in corrispondenza del cielo del forno.

### Seconda serie
La seconda serie di macchina, in tutto 10 unità, venne modificata adottando il tender a due assi. Venne modificata la lunghezza del forno per renderlo più capiente; la potenza continuativa fornita salì a 610 CV (448 kW) con un incremento di oltre il 20% rispetto alla prima serie.
Altra modifica riguardava la posizione del serbatoio della sabbia spostato in posizione centrale, sulla caldaia, quasi in corrispondenza del terzo asse sul quale si orientava il tubo lanciasabbia. Anche la valvola a bilancia era stata spostata e posta sul duomo poco dietro il fumaiolo.

## Classificazione e nome delle locomotive
Tabella delle classificazioni
| I classificazione SFAI | II classificazione SFAI | Classificazione RM | Nome attribuito | I Classificazione FS | Note                                                               |
| ---------------------- | ----------------------- | ------------------ | --------------- | -------------------- | ------------------------------------------------------------------ |
| 1281                   | 1201                    | 4001               | Mammuth         | non pervenuta        | Alcune locomotive andarono perdute in incidenti                    |
| 1282                   | 1202                    | 4002               | Mastodonte      | 4002                 | Della serie RM 4002-4008 3 unità non pervennero alle FS            |
| 1283                   | 1203                    | 4003               | Elefante        | ?                    | Le 4 locomotive rimanenti ebbero classificazione FS da 4001 a 4004 |
| 1284                   | 1204                    | 4004               | Montebello      | non pervenuta        | radiata dalla RM entro il 1902                                     |
| 1285                   | 1205                    | 4005               | Pegaso          | non pervenuta        |                                                                    |
| 1286                   | 1206                    | 4006               | Rabicano        | ?                    |                                                                    |
| 1287                   | 1207                    | 4007               | Ippogrifo       | ?                    |                                                                    |
| 1288                   | 1208                    | 4008               | Grifone         | ?                    |                                                                    |
| 1289                   | 1209                    | non pervenuta      | ?               | non pervenuta        |                                                                    |
| 1290                   | 1210                    | non pervenuta      | ?               | non pervenuta        |                                                                    |
| 1291                   | 1211                    | 4011               | Ciclope         | 4005                 |                                                                    |
| 1292                   | 1212                    | 4012               | Fetonte         | 4006                 |                                                                    |
| 1293                   | 1213                    | 4013               | Tifeo           | 4007                 |                                                                    |
| 1294                   | 1214                    | 4014               | Polifemo        | 4008                 |                                                                    |
| 1295                   | 1215                    | 4015               | Anteo           | 4009                 |                                                                    |
| 1296                   | 1216                    | 4016               | Gerione         | 4010                 |                                                                    |
| 1297                   | 1217                    | 4017               | Bronteo         | 4011                 |                                                                    |
| 1298                   | 1218                    | non pervenuta      | ?               | non pervenuta        |                                                                    |
| 1299                   | 1219                    | 4019               | Encedalo        | 4012                 |                                                                    |
| 1300                   | 1220                    | 4020               | Briareo         | 4013                 |                                                                    |

## Aziende ferroviarie che hanno avuto in carico le locomotive
- Società per le strade ferrate del Lombardo-Veneto e dell'Italia centrale (commissionaria del primo lotto)[1].
- Società delle strade ferrate lombarde e dell'Italia centrale[1].
- SFAI[1].
- Società per le strade ferrate del Mediterraneo[1].
- Ferrovie dello Stato[1].

## Deposito locomotive di assegnazione
- Deposito locomotive di Firenze
- Deposito locomotive di Genova Rivarolo

### Fonti a stampa
- Giovanni Cornolò, Le locomotive a vapore, Parma, Ermanno Albertelli, 1998.
- Giovanni Cornolò, Locomotive a vapore, fascicolo 1, (ristampa), Ponte San Nicolò, Ermanno Albertelli-Duegi Editrice, 2014.
- Giovanni Cornolò, Locomotive a vapore, fascicolo 2, (ristampa), Ponte San Nicolò, Ermanno Albertelli-Duegi Editrice, 2014.

### Storiografia e complementi
- Adriano Betti Carboncini, Come ho realizzato una Beugniot, in iTreni oggi, 11, Salò, Edizioni ETR, 1981.